# Sergio Macoratti
Sergio Macoratti (Gradisca d'Isonzo, 23 luglio 1933 – Monfalcone, 13 gennaio 2000) è stato un cestista italiano.

## Carriera
Nel corso degli anni cinquanta ha militato nel Gira Bologna, nell'Itala Gradisca, a Biella e Udine.
Con la Nazionale ha disputato gli Europei 1955 e 1957. Vanta 51 presenze in maglia azzurra, con 215 punti realizzati.
Gli è stata intitolata la palestra comunale di Gradisca d'Isonzo, sua città natale.